# بيت سحم
بيت سحم مدينة تتبع ناحية ببيلا في منطقة مركز ريف دمشق في محافظة ريف دمشق. بلغ عدد سكانها 15,667 نسمة عام 2004.

## عقد 2010
شهدت المدينة معارك متكررة بين الجيش السوري والمعارضة المسلحة خلال الحرب الأهلية السورية.
وفي مطلع عام 2014، تم توقيع ما اتفق على تسميته «اتفاقية جنوب العاصمة» بين الدولة السورية وعدد من الفصائل المسلحة، يجري من خلالها تأمين خروج المدنيين وحرية تنقلهم، والسماح بدخول المساعدات الإنسانية، وتسوية أوضاع من حمل السلاح بوجه الدولة مقابل إزالة المظاهر المسلحة من البلدة والسماح للموظفين الرسميين بتأدية واجبهم الوظيفي.